# Dark Horse (álbum)
Dark Horse —en español: Caballo oscuro— es el quinto álbum de estudio del músico británico George Harrison. Publicado por Apple Records en diciembre de 1974, el disco fue compuesto y grabado durante un periodo de cambios en la vida personal y profesional de Harrison, debido a su ruptura matrimonial con Pattie Boyd y a su involucración en negocios como la creación de Dark Horse Records. El autor Simon Leng definió el álbum como «un culebrón musical que cataloga las travesuras de la vida en el rock, las amistades perdidas y las dudas sobre sí mismo», debido al enfoque del disco en la ruptura con Boyd y en una menor dominancia de la temática religiosa presente en sus dos anteriores trabajos.
Harrison grabó Dark Horse con una larga lista de músicos y amigos como Tom Scott, Billy Preston, Jim Keltner, Willie Weeks, Ringo Starr, Ron Wood y Gary Wright, entre otros, e incluyó un giro hacia géneros musicales como el funk y el soul. A pesar de su éxito con sus primeros trabajos tras la separación de The Beatles, Harrison recibió algunas de las críticas más negativas de su carrera musical, de forma conjunta con su primera y última gira por Norteamérica entre noviembre y diciembre de 1974. La gira, la primera de un miembro de The Beatles por los Estados Unidos desde que el grupo dejó de tocar en directo en 1966, fue duramente criticada por los problemas vocales de Harrison tras contraer una laringitis y por la amplia presencia en escena de Ravi Shankar.
A pesar de las críticas negativas, Dark Horse alcanzó el puesto cuatro en la lista estadounidense Billboard 200; sin embargo, se convirtió en el primer disco de Harrison en no entrar en la lista de discos más vendidos del Reino Unido. Poco después de su publicación, la RIAA certificó el álbum como disco de oro al superar las 500 000 copias vendidas. Después de dos décadas descatalogado, Dark Horse fue remasterizado y reeditado en 2014 como parte de la caja recopilatoria The Apple Years 1968-75.

## Trasfondo

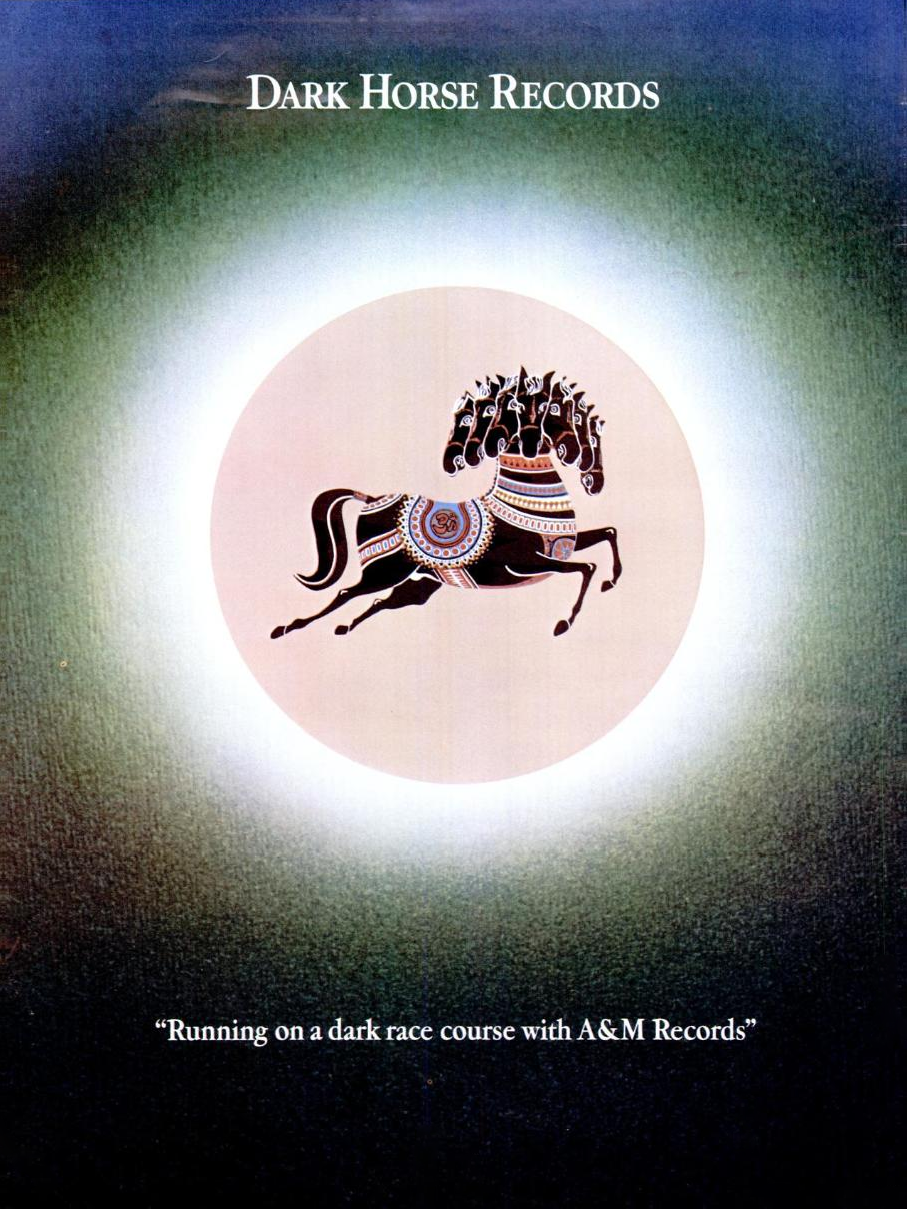
Anuncio publicitario de Dark Horse Records en 1974.

Dark Horse, el tercer álbum de estudio de George Harrison tras la separación de The Beatles, apareció al final de un «mal año doméstico», tal y como el propio músico describió en su autobiografía I, Me, Mine. Desde mediados de 1973, y con su matrimonio con Pattie Boyd casi roto, Harrison se sumergió en su trabajo, especialmente en la creación de su propio sello discográfico, Dark Horse Records, y en el fichaje de dos artistas: Ravi Shankar, con quien organizó The Concert for Bangladesh, y Splinter, un grupo musical hasta entonces desconocido. También emprendió acciones legales contra Allen Klein, representante de The Beatles, y contra su antiguo compañero de grupo, Paul McCartney, quien en diciembre de 1970 demandó a Apple Corps con el fin de disolver legalmente la sociedad The Beatles. La clausura de varias filiales de Apple Corps dejó varios proyectos musicales y cinematográficos en riesgo de suspensión, tales como el álbum Shankar Family & Friends y el primer disco de Splinter, The Place I Love, publicados posteriormente por Dark Horse Records. Debido a ello, Harrison se vio obligado a viajar con frecuencia a Los Ángeles con el fin de firmar un acuerdo de distribución para ambos proyectos. Harrison encontró una situación similar con Little Malcom, un proyecto cinematográfico de Apple Films en el que Harrison figuró como productor ejecutivo.
Junto con los problemas empresariales de Apple, y durante lo que el músico denominó el «mal periodo 1973-74», Harrison volvió a beber alcohol y a consumir drogas con frecuencia. Biógrafos como Alan Clayson sugirieron que el abandono del camino «semiascético» vinculado con el álbum Living in the Material World fueron las críticas de la prensa musical, especialmente en Gran Bretaña, sobre el contenido religioso del disco, así como un reflejo del desánimo que el músico sufrió tras el fracaso de su matrimonio. Al respecto, Klaus Voormann describió este periodo como un obvio «paso atrás» en el camino espiritual de Harrison, mientras que Boyd comentó: «Todo ese tiempo fue una locura. Friar Park era una casa de locos. Nuestras vidas estaban alimentadas por el alcohol y la cocaína, y así era con todos los que estaban dentro de nuestra esfera... George consumía cocaína en exceso y eso lo cambió». Harrison reflejó su propio comportamiento en la letra de «Simply Shady», y la inevitable ruptura de su matrimonio en «So Sad».
Molesta con sus continuas infidelidades, Boyd abandonó a Harrison por Eric Clapton en julio de 1974, aunque anteriormente también mantuvo una relación con Ron Wood. Ambos escarceos fueron objeto de crítica en Dark Horse, un disco que el autor Simon Leng describió como «un culebrón musical que cataloga las travesuras de la vida en el rock, las amistades perdidas y las dudas sobre sí mismo». En la canción de The Everly Brothers «Bye Bye Love», Harrison modificó la letra y escribió: «There goes our lady, with a-you-know-who / I hope she's happy, old Clapper too» (lo cual puede traducirse al español como: «Ahí va nuestra chica, con ya-sabes-quién, espero que sea feliz, y el viejo Clapper también»), mientras que en las notas que el propio músico escribió para el diseño del disco, nombró a Wood en «Ding Dong, Ding Dong» como «Ron Would If You Let Him» (en español: «Ron lo hará si lo dejas»). Durante esta época, Harrison comenzó una breve relación con Maureen Starkey, por entonces mujer de Ringo Starr, y varios periódicos británicos informaron sobre otra relación romántica con la modelo Kathy Simmons, antigua novia de Rod Stewart, y con Krissy Wood, por entonces esposa de Ron Wood. El adulterio, muy presente en la vida del músico durante esta época, fue un tema que también trató en su canción «I Don't Care Anymore», mientras que su asociación musical con Wood aportó al disco «Far East Man». La canción, coescrita entre los dos músicos, apareció primero en el álbum debut de Wood, I've Got My Own Album to Do, y posteriormente en Dark Horse como la primera incursión de Harrison en la música soul.
Entre enero y febrero de 1974, Harrison viajó a Benares, donde forjó la idea de emprender una gira de música clásica india a finales de año con su mentor Ravi Shankar. Para la gira, planificó contratar un máximo de dieciocho músicos y utilizar una cifra de instrumentos tradicionales indios sin precedentes en Occidente. Durante su estancia en Benares también compuso el bhajan «It Is 'He' (Jai Sri Krishna)», una canción devocional a Krishna posteriormente incluida en Dark Horse.
En mayo del mismo año, Harrison llegó a un acuerdo con A&M Records para distribuir los discos de Dark Horse Records, y aunque su contrato con Apple Records seguía vigente hasta enero de 1976, inauguró formalmente su propio sello discográfico. Tras anunciar la celebración de Music Festival From India en septiembre de 1974, el músico también confirmó su plan de emprender una gira por Norteamérica junto a la banda de Shankar entre noviembre y diciembre. A pesar de su declarada aversión a tocar en directo, Harrison fue el primero de sus antiguos compañeros en The Beatles en emprender una gira por los Estados Unidos.

## Grabación

### Friar Park, Oxfordshire

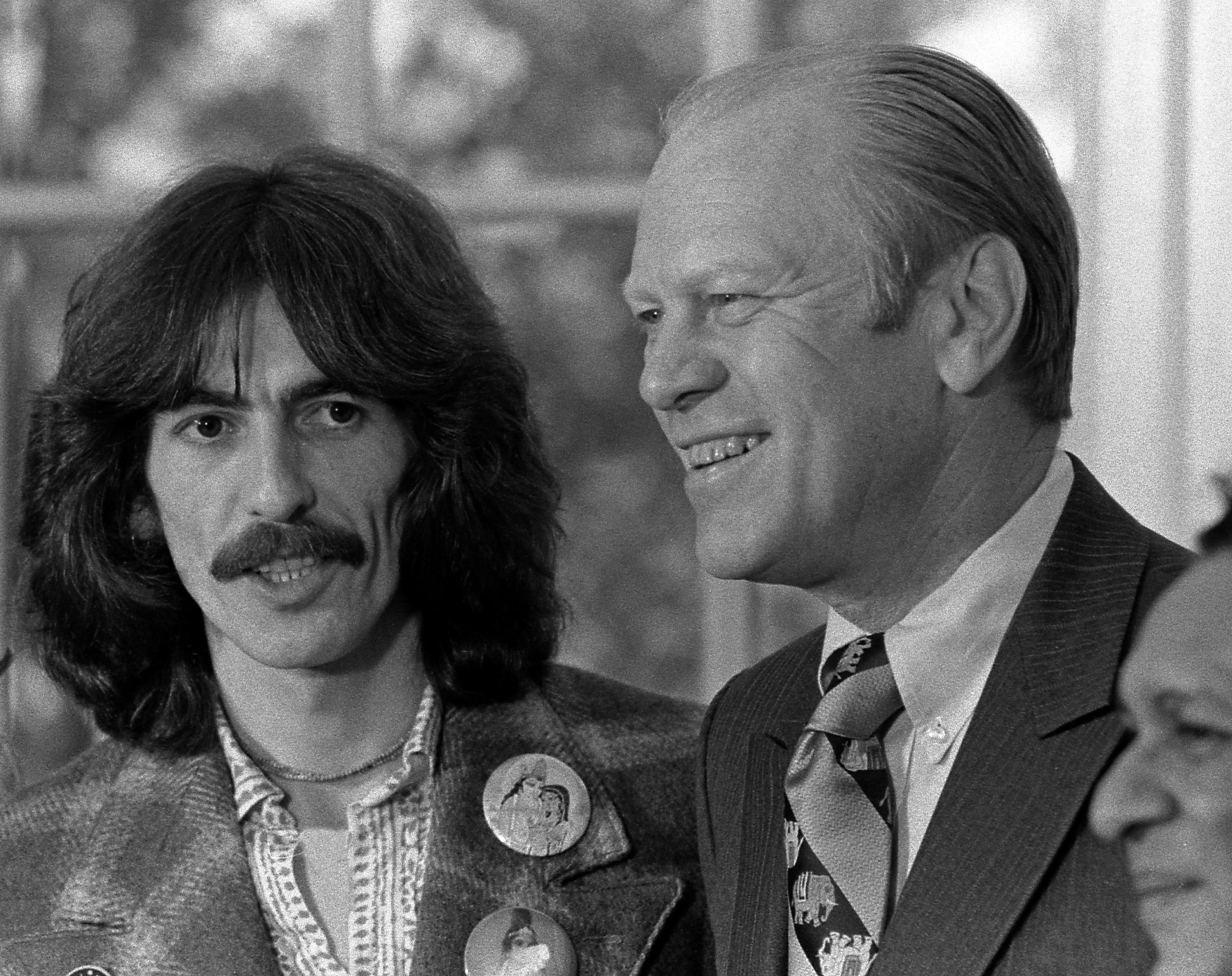
George Harrison y Ravi Shankar con el Presidente de los Estados Unidos Gerald Ford en diciembre de 1974.

Las sesiones de grabación de Dark Horse comenzaron en noviembre de 1973 en los estudios que Harrison creó en su propio hogar y que bautizó con el nombre de FPSHOT, siglas de Friar Park Studios, Henley-on-Thames. Al igual que con Living in the Material World, Harrison produjo las sesiones con la colaboración de Phil McDonald como ingeniero de sonido. Usando la misma formación de músicos que en Living in the Material World —Ringo Starr, Jim Keltner, Klaus Voormann, Gary Wright y Nicky Hopkins—, Harrison grabó las pistas básicas de «Ding Dong, Ding Dong» y una primera versión de «Dark Horse» y «So Sad». Previo a su grabación en Dark Horse, Harrison cedió «So Sad» a Alvin Lee, un músico de la zona de Oxfordshire que grabó la canción en el álbum On the Road to Freedom, en el que participaron Harrison y Ron Wood. Lee, Harrison y Wood añadieron posteriormente partes de guitarra en «Ding Dong, Ding Dong», en un primer intento por construir la canción pista por pista y recrear el muro de sonido de Phil Spector, productor de All Things Must Pass. Estas sesiones tuvieron lugar poco después de que Harrison regresara de la India en marzo de 1974, y durante las mismas también añadieron sobregrabaciones a «So Sad».
A diferencia de sus anteriores trabajos, grabados en estudios profesionales, el hecho de que Harrison dispusiera de un estudio propio en Friar Park permitió al músico alargar las sesiones sin estar sujeto a horarios restrictivos. Al respecto, el biógrafo Simong Leng observó una espontaneidad poco habitual en la ética de trabajo de Dark Horse, y escribió que la disciplina de trabajar con horarios «voló por las ventanas ornamentadas». Tras acudir a un concierto de Joni Mitchell en el New Victoria Theatre de Londres en abril de 1974, Harrison se mostró impresionado por la L.A. Express, banda de respaldo de Mitchell y liderada por el saxofonista Tom Scott. El músico invitó al grupo, integrado por Robben Ford, Roger Kellaway, Max Bennett y John Guerin, a su hogar al día siguiente para grabar «Hari's on Tour (Express)», un tema instrumental que se convirtió pocos meses después en canción de apertura de su primera gira norteamericana. El grupo grabó el mismo día «Simply Shady», una canción que Harrison compuso durante su estancia en Bombay. Después de entablar una relación de amistad con Harrison, Scott añadió varias pistas de instrumentos de viento a las canciones «Ding Dong, Ding Dong», «Hari's on Tour (Express)» y «Simply Shady». Scott comentó en una entrevista que fue el primer músico occidental al que Harrison llamó para sumarse a la banda de su futura gira.
Entre mayo y junio, Harrison volvió a parar la grabación de Dark Horse para tratar asuntos relacionados con Dark Horse Records y con el largometraje Little Malcom. Aunque el largometraje estaba «atado por el divorcio de The Beatles», tal y como comentó el director Stuart Cooper, participó en el Festival Internacional de Cine de Berlín y ganó el Oso de plata. En agosto, el músico pasó unas vacaciones con Kathy Simmons en España antes de volver a Inglaterra y retomar su trabajo en Dark Horse.
Harrison volvió a trabajar en Dark Horse entre agosto y septiembre con cuatro músicos que posteriormente contrató para la siguiente gira: Scott al saxofón, Billy Preston en los teclados, el batería Andy Newmark y el bajista Willie Weeks. Durante las nuevas sesiones de trabajo, Harrison grabó «Māya Love», «Far East Man» e «It Is 'He' (Jai Sri Krishna)», además de «His Name is Legs», un tema que publicó posteriormente en Extra Texture (Read All About It). Durante esta etapa, Shankar llegó a Londres con una larga orquesta de músicos indios que incluyó, entre otros, a Hariprasad Chaurasia, Shivkumar Sharma, Alla Rakha, T.V. Gopalkrishnan, L. Subramaniam, Sultan Khan y Lakshmi Shankar. Según Shankar, los ensayos para el concierto Music Festival from India y la grabación de un álbum de estudio homónimo tuvieron lugar simultáneamente en Friar Park durante tres semanas, con Harrison como productor musical.
El 23 de septiembre, Harrison presentó el concierto debut de la orquesta de Shankar en el Royal Albert Hall, poco antes de acompañarlos en una corta gira por Europa. Para entonces, Harrison ya tenía gran parte de Dark Horse completo, y en octubre comenzó a organizar los preparativos de su gira en Los Ángeles. Una vez en California, y a pesar de tener afectada la voz por una ronquera, completó la grabación de Dark Horse antes de iniciar los ensayos de la gira.

### A&M Studios, Los Ángeles
Harrison utilizó los Henson Recording Studios de Hollywood durante tres semanas para ensayar con su banda de gira, que también incluyó a Jim Horn y Chuck Findley, presentes en la grabación de The Concert for Bangladesh, y al percusionista Emil Richards. El batería Jim Keltner también participó en los ensayos, pero no se unió a la gira hasta el mes de noviembre. Además del material de Harrison, el grupo también ensayó canciones de Billy Preston y de Tom Scott. Además, Harrison, Scott y Richards ensayaron varias piezas musicales con la orquesta de Shankar, mientras que todos los músicos, occidentales e indios, participaron en los ensayos de «I Am Missing You» y «Dispute & Violence», dos temas del álbum Shankar Family & Friends.
Tras los ensayos, Harrison finalizó varias canciones grabadas en Friar Park y mezcló el álbum. Los autores Chip Madinger y Mark Easter sugieren que Harrison grabó gran parte de las pistas vocales de Dark Horse en esta etapa, en la que el músico sufrió una sobrecarga de trabajo para su voz. Como consecuencia, Harrison sufrió una laringitis que persistió durante los meses de gira. Según Scott, el músico grabó también «Bye Bye Love» solo en A&M, a la que añadió una variedad de instrumentos como un sintetizador Moog, una batería, un piano eléctrico y varias pistas de guitarra eléctrica, así como «I Don't Care Anymore».
Aunque también intentó terminar la versión de «Dark Horse» grabada con Voormann y Starr en Friar Park, decidió regrabar la canción con su nueva banda, en directo desde el escenario de los A&M Studios. La grabación tuvo lugar entre el 30 y el 31 de octubre, con Norm Kinney como ingeniero de sonido. Leng comentó sobre la canción: «Cualquiera que se preguntase cómo sonaba la voz de Harrison durante la gira de Dark Horse no necesita mirar más lejos: este tema fue grabado pocos días antes de su primera fecha en Vancouver. Aunque la banda suena bien, su voz estaba hecha trizas». Posteriormente, Harrison admitió que estaba «hecho polvo» desde que había llegado a Los Ángeles, y que su representante, Denis O'Brien, le forzó a que saliera del estudio para asegurarse que cogía el avión con destino a Vancouver.

## Recepción

### Calificaciones de la crítica
Tras la publicación de Dark Horse, Harrison recibió algunas de las críticas más negativas de su carrera musical. Bajo el título «Mediocridad trascendental», Jim Miller de Rolling Stone definió Dark Horse como un «álbum desastroso» que se unía a «una gira desastrosa», y un «trabajo de mala calidad». Según Miller, los músicos eran «profesionales de estudio meramente competentes» y la guitarra de Harrison, «rudimentaria». En contraste con la buena reseña que la misma revista publicó de Living in the Material World, un año antes, Miller describió el álbum como «una crónica de un intérprete fuera de su elemento, trabajando para un plazo, debilitando su sobrecargado talento por la prisa de publicar nuevos LP», y concluyó diciendo: «De hecho, George Harrison nunca ha sido un gran artista... La cuestión es si alguna vez volverá a ser un artista competente». Por otra parte, Bob Woffinden de NME ridiculizó la composición, la voz y la producción de Harrison, particularmente en dos temas con un trasfondo personal como «Simply Shady» y «So Sad». Woffinden concluyó su crítica diciendo: «Encuentro Dark Horse como el producto de un completo egoísta [...], alguien cuyo universo se confina en sí mismo. Y su gurú... Repetiré que este álbum es totalmente incoloro. Solo cosas sin sentido».
A pesar de todo, Dark Horse también obtuvo algunas reseñas positivas. La revista Billboard describió el álbum como «uno excelente» y lo comparó con su álbum debut en 1970, All Things Must Pass. En el mismo sentido, Brian Harrigan de Melody Maker acreditó a Harrison como creador de «una nueva categoría musical, el country and eastern» y calificó su modo de tocar la guitarra slide como «ingenioso» y su voz como «tremenda». Aunque encontró varios temas excesivamente largos, Harrigan declaró: «Sí, el Vaquero Sagrado ha producido un buen disco». Por otra parte, Michael Gross describió Dark Horse en la revista Circus como «correspondiente a All Things Must Pass en calidad» y «sorprendente» en ocasiones, gracias a la «claridad de la producción y a las canciones de amor» del nuevo disco. Gross destacó «So Sad» como un «tema lujurioso» y describió «Ding Dong, Ding Dong», «Dark Horse» y «Far East Man» como «canciones simples y buenas».
En el libro The Beatles: A Illustrated Record, Roy Carr y Tony Tyler escribieron que la interpretación era «impecable», pero que las letras de Harrison eran «moralistas, repetitivas, injuriosas y autocomplacientes», y comentaron sobre el álbum en su conjunto que «uno desea que no venga de un ex-Beatle». Por otra parte, Nicholas Schaffner, autor del libro The Beatles Forever, justificó las críticas negativas por la «mala calidad de las interpretaciones» y por «los mensajes preconizantes y sin humor» de Dark Horse. Schaffner señaló «Bye Bye Love» y «Ding Dong, Ding Dong» como burlescas, si bien elogió la canción que da título al disco y el trabajo de Harrison como guitarrista en «Hari's on Tour (Express)» y «So Sad». Al igual que otros biógrafos, Schaffner destacó que ni el álbum ni la gira merecían el abuso que sufrió de algunos medios de comunicación. Según el autor: «De todos modos, fue el turno de George para infligirle el tratamiento envenenado que los críticos habían concedido anteriormente a Paul McCartney y a John Lennon. Echar a los ídolos de sus pedestales los convierten en excelentes copias».
Años después de su publicación, y a pesar de elogiar sus trabajos previos, Rolling Stone no cambió su veredicto desfavorable sobre Dark Horse, y Harrison nunca llegó a perdonar a la revista por el trato que recibió durante la época. En 2002, poco después de la muerte de Harrison, Greg Kot destacó el «trasfondo de jazz» de Dark Horse en comparación con Living in the Material World, pero aun así criticó el álbum en su conjunto y escribió que la voz de Harrison se convirtió en un «ejercicio involuntariamente cómico». En la misma publicación, Mikal Gilmore reconoció Dark Horse como «uno de los trabajos más fascinantes de Harrison, un disco sobre cambios y pérdidas». En el mismo sentido, Richard Ginell de Allmusic destacó «Dark Horse» y la «exquisita» composición de Harrison y Wood «Far East Man».
Por otra parte, el biógrafo Simon Leng consideró Dark Horse como un «álbum muy revelador» y escribió: «Cualquier mirón que quisiese conocer los detalles íntimos de su vida personal no necesitaba comprar National Enquirer, solo tenía que escuchar este disco». Aunque lamentó el estado de la voz de Harrison y la naturaleza de «mosaico sonoro» en su conjunto, Leng señaló que tanto «So Sad» como «Far East Man» recibieron buenas críticas cuando fueron publicadas en los discos de Alvin Lee y Ron Wood, respectivamente.

### Resultados comerciales
Dark Horse fue publicado una vez comenzada la primera y única gira de George Harrison por Norteamérica, que obtuvo reseñas negativas de medios de comunicación como la revista Rolling Stone. Los comentarios de Ben Fong-Torres, periodista de Rolling Stone y crítico con los conciertos, fueron transmitidos por el Rolling Stone New Service a comienzos de la gira, y ayudaron a consolidar una visión general de «fracaso» en la gira de Harrison y Shankar, según el autor Simon Leng. Sin embargo, otros críticos «sin ejes para moler», según el autor Robert Rodríguez, valoraron positivamente los conciertos. Miembros del grupo como Scott, Keltner, Weeks, Horn, Newmark y Richards identificaron la gira como un punto álgido de sus carreras, mientras que otros periodistas señalaron el carácter innovador de la música como un precursor del género world music. Los comentarios negativos sobre la gira recayeron en la inclusión de música clásica de India en los conciertos y en que la voz de Harrison se había «reducido a un graznido ronco», pero también en su decisión de desplazar el legado de The Beatles. En este sentido, durante la gira interpretó canciones del grupo como «While My Guitar Gently Weeps», «Something» e «In My Life», pero modificando las letras para adaptarlas a su transformación personal y espiritual.
Tras publicar la canción «Dark Horse» como primer sencillo, el lanzamiento del álbum en los Estados Unidos tuvo lugar el 9 de diciembre de 1974. En el Reino Unido, el álbum fue publicado el 20 de diciembre, de forma simultánea a «Ding Dong, Ding Dong», que sustituyó a «Dark Horse» como primer sencillo promocional. La publicación en el Reino Unido coincidió con el último concierto de la gira en el Madison Square Garden de Nueva York, el mismo día en que Harrison y Paul McCartney firmaron un acuerdo en el Plaza Hotel para disolver la sociedad «The Beatles». Dark Horse obtuvo buenas ventas en los Estados Unidos, donde fue certificado como disco de oro gracias a los pedidos anticipados, y alcanzó el puesto cuatro en la lista Billboard 200, donde estuvo diecisiete semanas. Sin embargo, los resultados comerciales fueron peores en otros países: en Canadá, el álbum alcanzó solo el puesto 42 a comienzos de febrero de 1975, mientras que en el Reino Unido, donde All Things Must Pass y The Concert for Bangladesh habían llegado al primer puesto, Dark Horse ni siquiera entró en el top 50 de la lista. Aun así, Dark Horse obtuvo mejores resultados en países europeos como Países Bajos, Noruega y Austria, donde alcanzó los puestos cinco, siete y diez, respectivamente.
Por su parte, las dos canciones extraídas para promocionar el álbum, «Dark Horse» y «Ding Dong, Ding Dong», lograron un éxito comercial inferior a anteriores sencillos: tras obtener un número uno con «Give Me Love (Give Me Peace on Earth)» en 1973, Harrison alcanzó el puesto quince en la lista Billboard Hot 100 con «Dark Horse» y el 36 con «Ding Dong, Ding Dong». En el Reino Unido, solo «Ding Dong, Ding Dong» entró en la lista de sencillos más vendidos, donde alcanzó el puesto 38 y estuvo cinco semanas. Un año después, Harrison obtuvo la misma posición con el sencillo «You», del álbum Extra Texture (Read All About It).

## Diseño del álbum

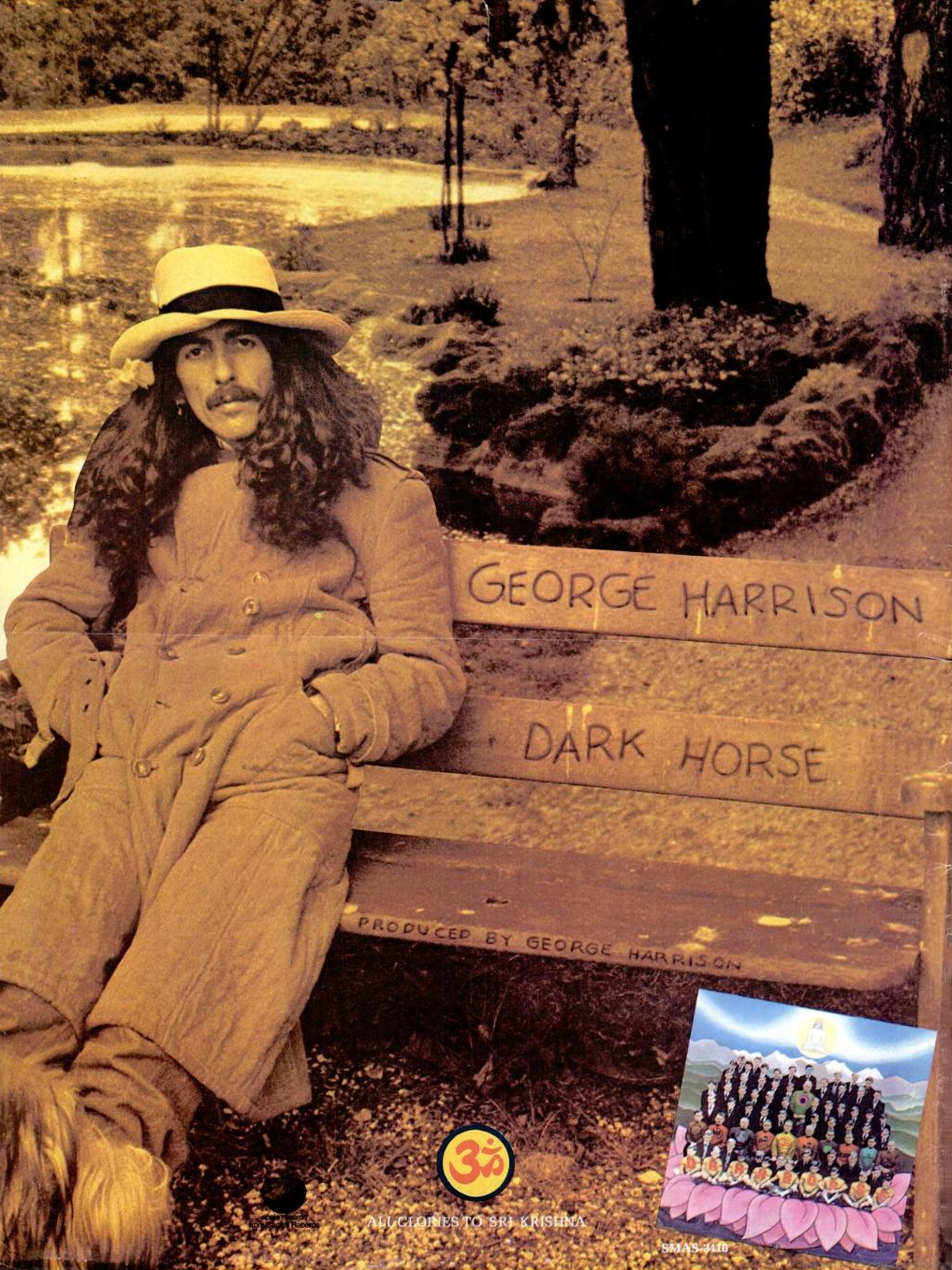
Anuncio de Dark Horse en Billboard con la fotografía utilizada en la contraportada del álbum.

Después de diseñar los portadas de All Things Must Pass, The Concert for Bangladesh y Living in the Material World, Tom Wilkes volvió a trabajar con Harrison en el diseño de Dark Horse. La portada recrea una fotografía de 1956 del instituto de Liverpool dentro de una flor de loto. En el fondo, la portada incluye un paisaje del Himalaya que se extiende hasta el horizonte, y sobre él dentro de un círculo, aparece Mahavatar Babaji, un gurú hindú que George también había seleccionado para la portada de The Beatles Sgt. Pepper's Lonely Hearts Club Band. La fotografía muestra una promoción escolar con el rostro de Harrison, que entonces tenía trece años, pintada de azul en el centro de la fila superior, y rodeado de compañeros de colegio vestidos de traje. Por su parte, los profesores, presentes en la tercera fila, presentan jerséis de distintos colores con logotipos sobreimpresos, como las marcas de Parlophone y Dark Horse Records o el símbolo om. Aunque algunos observadores señalaron las similitudes con la portada de The Beatles Sgt. Pepper's Lonely Hearts Club Band, Harrison seleccionó la imagen por su admiración por las animaciones de Terry Gilliam en la serie de televisión británica Monty Python's Flying Circus, en las que empleaba recortes coloreados semejantes a los incluidos en la portada de Dark Horse.
En su publicación original en vinilo, el álbum incluyó en el interior una fotografía de Harrison y el cómico Peter Sellers caminando por el lago de Friar Park. El retrato está rodeado por un marco con manuscritos en el que se pedía al «vagabundo a través de este jardín ser amable» y abstenerse de «lanzar piedras vengativas» si «por ventura una imperfección has hallado», ya que «el jardinero se afanó en hacer este jardín justo, en gran medida por tu voluntad». Este llamamiento a la tolerancia fue ridiculizado por algunos críticos como Carr y Tyler, que lo definieron como una «losa de autocompasión de sub-Desiderata». En la fotografía también aparece un bocadillo de cómic en el que se puede leer: «Well, Leo! What say we promenade through the park?», una frase extraída del largometraje de Mel Brooks Los productores.
En la contraportada, Harrison aparece retratado en un banco de su jardín, en cuya madera aparecen grabados su nombre y el título del álbum. Simon Leng describió su ropa en la fotografía, similar a la de las escenas exteriores del videoclip de «Ding Dong, Ding Dong», como parecida a la del personaje del álbum de Jethro Tull Aqualung. La foto de Terry Doran, con el mismo fondo anaranjado del interior, fue usada como portada de algunos sencillos publicados en Europa, tales como «Ding Dong, Ding Dong» y «Dark Horse».
El propio Harrison escribió de su puño y letra los créditos del disco durante un viaje en avión. Además de incluir la dedicación «All glories to Sri Krsna», también presentes en varios discos a lo largo de su carrera musical, Harrison escribió varias bromas entre la lista de músicos que contribuyó al álbum. Al respecto, introdujo de forma errónea los nombres de Pattie Boyd y Eric Clapton como colaboradores en la grabación de «Bye Bye Love», y el término «OHLIVERE» como una posible referencia a Olivia Harrison, futura esposa de Harrison y por entonces secretaria de Dark Horse Records. Olivia también fue incluida en los créditos de la canción «Dark Horse» con la leyenda «Trinidad Blissed Out». Debajo de «Ding Dong, Ding Dong», además de escribir «Ron Would If You Let Him» como referencia a Ron Wood, Harrison acreditó al primer dueño de Friar Park, Sir Frank Crisp, como proveedor de «espíritu» a la canción.

## Lista de canciones
Todas las canciones escritas y compuestas por George Harrison excepto donde se anota. 
| Cara A |                            |                                           |          |  |
| N.º    | Título                     | Escritor(es)                              | Duración |  |
| 1.     | «Hari's on Tour (Express)» |                                           | 4:43     |  |
| 2.     | «Simply Shady»             |                                           | 4:38     |  |
| 3.     | «So Sad»                   |                                           | 5:00     |  |
| 4.     | «Bye Bye Love»             | Felice Bryant, Boudleaux Bryant, Harrison | 4:08     |  |
| 5.     | «Māya Love»                |                                           | 4:24     |  |

| Cara B |                                |                           |          |  |
| N.º    | Título                         | Escritor(es)              | Duración |  |
| 6.     | «Ding Dong, Ding Dong»         |                           | 3:40     |  |
| 7.     | «Dark Horse»                   |                           | 3:54     |  |
| 8.     | «Far East Man»                 | George Harrison, Ron Wood | 5:52     |  |
| 9.     | «It Is 'He' (Jai Sri Krishna)» |                           | 4:50     |  |

| Bonus Track 2014 |                           |          |  |
| N.º              | Título                    | Duración |  |
| 1.               | «I Don't Care Anymore»    | 2:44     |  |
| 2.               | «Dark Horse (Early Take)» | 4:25     |  |

## Personal
| Músicos - George Harrison: voz, guitarra acústica, guitarra eléctrica, piano eléctrico, armonio, bajo, percusión, batería, gubguba y coros - Tom Scott: saxofón, flauta y arreglos de viento - Billy Preston: piano, órgano y piano eléctrico - Willie Weeks: bajo - Andy Newmark: batería y percusión - Jim Keltner: batería y percusión - Robben Ford: guitarras eléctrica y acústica - Jim Horn: flauta - Chuck Findley: flauta - Emil Richards: percusión - Ringo Starr: batería en «So Sad» y «Ding Dong, Ding Dong» - Klaus Voormann: bajo - Gary Wright: piano - Nicky Hopkins: piano - Roger Kellaway: piano y órgano - Max Bennett: bajo - John Guerin: batería - Ron Wood: guitarra eléctrica en «Ding Dong, Ding Dong» y «Far East Man» - Alvin Lee: guitarra eléctrica - Mick Jones: guitarra acústica - Derrek Van Eaton: coros - Lon Van Eaton: coros | Equipo técnico - George Harrison: productor musical - Terry Doran: fotografía - H. Grossman: fotografía - John Henry «Smith»: ingeniero de sonido - Norm Kinney: ingeniero de sonido - Phil McDonald: ingeniero de sonido - Kumar Shankar: ingeniero de sonido - Tom Wilkes: diseño de portada |

## Posición en listas
| País                | Lista                    | Posición |
| ------------------- | ------------------------ | -------- |
| Alemania Occidental | Media Control Charts     | 45       |
| Australia           | Kent Music Report        | 47       |
| Austria             | Ö3 Austria Top 40        | 10       |
| Canadá              | RPM Albums Chart         | 42       |
| Estados Unidos      | Billboard 200            | 4        |
| Japón               | Oricon LP Chart          | 18       |
| Noruega             | VG-Lista Albums Chart    | 7        |
| Nueva Zelanda       | New Zealand Albums Chart | 29       |
| Países Bajos        | Mega Albums Chart        | 5        |

| Sencillo               | País                | Lista                       | Posición |
| ---------------------- | ------------------- | --------------------------- | -------- |
| «Dark Horse»           | Estados Unidos      | Billboard Hot 100           | 15       |
| «Dark Horse»           | Canadá              | RPM 100 Singles Chart       | 26       |
| «Dark Horse»           | Alemania Occidental | Media Control Singles Chart | 46       |
| «Ding Dong, Ding Dong» | Alemania Occidental | Media Control Singles Chart | 31       |
| «Ding Dong, Ding Dong» | Bélgica             | Ultratop Singles Chart      | 12       |
| «Ding Dong, Ding Dong» | Canadá              | RPM 100 Singles Chart       | 63       |
| «Ding Dong, Ding Dong» | Estados Unidos      | Billboard Hot 100           | 36       |
| «Ding Dong, Ding Dong» | Japón               | Oricon Singles Chart        | 68       |
| «Ding Dong, Ding Dong» | Países Bajos        | Dutch Singles Chart         | 10       |
| «Ding Dong, Ding Dong» | Reino Unido         | UK Singles Chart            | 38       |

## Certificaciones
| Fecha                   | País           | Organismo certificador | Certificación | Ventas certificadas |
| ----------------------- | -------------- | ---------------------- | ------------- | ------------------- |
| 16 de diciembre de 1974 | Estados Unidos | RIAA                   | Oro           | 500 000             |
| 1 de febrero de 1975    | Reino Unido    | BPI                    | Plata         | 60 000              |